# Sideritis valentina
Sideritis valentina là một loài thực vật có hoa trong họ Hoa môi. Loài này được Sennen & Pau miêu tả khoa học đầu tiên năm 1911.